# Tunisien vid världsmästerskapen i friidrott 2023
Tunisien tävlade vid världsmästerskapen i friidrott 2023 i Budapest i Ungern mellan den 19 och 27 augusti 2023.

## Resultat
Tunisiens trupp bestod av fyra idrottare.

### Herrar
Gång- och löpgrenar
| Idrottare             | Gren               | Försöksheat | Försöksheat | Semifinal        | Semifinal        | Final            | Final            |
| Idrottare             | Gren               | Resultat    | Placering   | Resultat         | Placering        | Resultat         | Placering        |
| --------------------- | ------------------ | ----------- | ----------- | ---------------- | ---------------- | ---------------- | ---------------- |
| Abdessalem Ayouni     | 800 meter          | 1.46,85     | 5           | Gick inte vidare | Gick inte vidare | Gick inte vidare | Gick inte vidare |
| Ahmed Jaziri          | 3 000 meter hinder | 8.29,81     | 10          | —                | —                | Gick inte vidare | Gick inte vidare |
| Mohamed Amin Jhinaoui | 3 000 meter hinder | 8.24,20     | 3 Q         | —                | —                | 8.23,08          | 13               |

### Damer
Gång- och löpgrenar
| Idrottare       | Gren               | Försöksheat | Försöksheat | Final    | Final     |
| Idrottare       | Gren               | Resultat    | Placering   | Resultat | Placering |
| --------------- | ------------------ | ----------- | ----------- | -------- | --------- |
| Marwa Bouzayani | 3 000 meter hinder | 9.23,07     | 5 Q         | 9.15,07  | 10        |